# Lida Turk
Lida Turk (rojena Debelli), slovenska urednica in publicistka, * 24. september 1938, Trst, † 12. februar 2015, Treviso.

## Življenje in delo
Lida Turk se je rodila v Trstu, oče je bil Mario Debelli (poitalijančena oblika pravega priimka Debeljak), mati Mara (rojena Kalin). Osnovno šolo, slovensko nižjo gimnazijo in učiteljišče je končala v Trstu, maturirala je leta 1955. Po končanem šolanju je obiskovala razne tečaje. Leta 1958 se je zaposlila v odvetniški pisarni, 1. februarja 1961 pa je dobila službo na Radiu Trst A, najprej kot strojepiska, kasneje pa kot urednica. Leta 1980 je začela samostojno oblikovati razne radijske nize Četrtkovih srečanj, ki so obravnavali prisotnost in preteklost Slovencev na Primorskem. Nastale so serije oddaj s pričevalci in oblikovalci primorske preteklosti v katerih so med drugimi sodelovali tudi Marija Bernetič, Vladimir Kenda, Lipe Kosec, Antonija Kolerič, Hubert Močnik, Boris Možina, Dorče Sardoč, Avgust Sfiligoj, Vladimir Švara, Peter Šorli, Vladimir Turina in drugi.
Lida Turk je začela pisati že kot dijakinja in je pisala v Literarne vaje in v Pastirčku. S tržaško radijsko postajo je začela sodelovati v uredništvu mladinskih oddaj s pravljicami (1954) in dramatiziranimi pravljicami, kasneje je postala zelo plodna publicistka in je redno objavljala v Primorskem dnevniku, Mladiki in drugih publikacijah. Za PSBL - Primorski slovenski biografski leksikon je prispevala nad 50 gesel. Zelo jo je zanimala pretekla in polpretekla zgodovina Primorske, zato je vedno iskala nove vire in se rada srečevala z ljudmi, mnogo je raziskovala.
Pri ZTT - Založbi traškega tiska in koprski Lipi je 1983 izšla knjiga Dorčeta Sardoča Tigrova sled, ki jo je Turkova po avtorjevi pripovedi zapisala, uredila in opremila z opombami. Leta 1985 je uredila brošuro Mladinski pevski zbor Glasbene matice-Trst, 10 let petja  V tisku je objavila tudi več člankov. Leta 1991 je objavila knjigo Glas v ... etru, ob 45. obletnici tržaškega radia.
Leta 2005 je prejela nagrado vstajenje za romansirano biografijo Zora.

## Izbrana bibliografija
- Tigrova sled : pričevanje o uporu primorskih ljudi pod fašizmom.(COBISS)
- Nenavadne zgodbe Lipeta Kosca (COBISS)
- Čitalnica pri Sv. Jakobu (COBISS)
- 150. obletnica župnije sv. Jakoba v Trstu (COBISS)
- Obtoženci II. tržaškega procesa (COBISS)
- Življenjska pot Rafka Premrla[6]
- Le šepet je, ki ga slišimo o njem[7]
- Zora[8]
- Nenavadne zgodbe Lipeta Kosca[9]
- Zora (una storia della Resistenza)[10]